# Trofeo Ilva-Coppa Mantegazza 1990
Trofeo Ilva-Coppa Mantegazza 1990 — жіночий тенісний турнір, що проходив на відкритих кортах з ґрунтовим покриттям у Таранто (Італія). Належав до турнірів 5-ї категорії в рамках Туру WTA 1990. Турнір відбувся вчетверте і тривав з 1 до 6 травня 1990 року. Перша сіяна Раффаелла Реджі здобула титул в одиночному розряді.

## Фінальна частина

### Одиночний розряд
Раффаелла Реджі —  Алексія Дешом 5–7, 6–0, 6–1
- Для Реджі це був 1-й титул в одиночному розряді за сезон і 5-й (останній) - за кар'єру.

### Парний розряд
Брюховець Олена Вікторівна /  Манюкова Євгенія Олександрівна —  Сільвія Фаріна /  Ріта Гранде 7–6(7–4), 6–1